# Inanidrilus bulbosus
Inanidrilus bulbosus är en ringmaskart som beskrevs av Erséus 1979. Inanidrilus bulbosus ingår i släktet Inanidrilus och familjen glattmaskar. Inga underarter finns listade i Catalogue of Life.